# Sybota mendozae
Sybota mendozae là một loài nhện trong họ Uloboridae.
Loài này thuộc chi Sybota. Sybota mendozae được miêu tả năm 1979 bởi Opell.